# Coryphaenoides carapinus
Coryphaenoides carapinus es una especie de pez de la familia Macrouridae en el orden de los Gadiformes.

## Morfología
• Los machos pueden llegar alcanzar los 45 cm de longitud total.

## Alimentación
Come poliquetos, copépodos, anfípodos y misidacis.

## Hábitat
Es un pez de aguas profundas que vive entre 384-5.610 m de profundidad.

## Distribución geográfica
Se encuentran en ambas orillas del  Atlántico norte, al sureste del Atlántico y al sur del Océano Índico.